# Шевченкове (Краснолуцька сільська громада)
Шевче́нкове —  село в Україні, в Миргородському районі Полтавської області. Населення становить 52 осіб. Входить до складу Краснолуцької сільської громади.
Після ліквідації Гадяцького району у липні 2020 року увійшло до Миргородського району.

## Географія
Село Шевченкове розташоване в балці "Шевченків яр", за 2.5 км від села Сватки.
По селу тече струмок, що пересихає із загатою. 
Поруч пролягає автомобільний шлях.

## Історія
- 1905 — дата заснування.
- Село постраждало внаслідок геноциду українського народу, проведеного окупаційним урядом СРСР 1923-1933 та 1946-1947 роках.
- До 2018 року орган місцевого самоврядування — Сватківська сільська рада.